# Marie Pillet
Marie Pillet (* 20. Juli 1941 in Ville-la-Grand, Département Haute-Savoie; † 13. Februar 2009 in Paris) war eine französische Schauspielerin.
Pillet genoss ihre schauspielerische Ausbildung an der École Nationale de Strasbourg. Sie spielte Theater an der La comédie de l’Est und der La comédie de Saint-Étienne. Als Unterzeichnerin des Manifestes der 343 erhielt sie einen Part in L’An 01 und arbeitete später mit Regisseur Patrice Leconte und vielen anderen. Sie war bis zu ihrem Tod mit Albert Delpy verheiratet, mit dem sie zusammen in etlichen Filmen agierte; die gemeinsame Tochter ist Julie Delpy.

## Filmografie (Auswahl)
- 1971: Das Jahr Null Eins (L’An 01)
- 1977: Lohn der Giganten (La Menace)
- 1979: Die Aussteigerin (La Dérobade)
- 1984: Le bon Plaisir – Eine politische Liebesaffäre (Le Bon plaisir)
- 1987: Ein unzertrennliches Gespann (Tandem)
- 1989: Der Krieg ist aus (Après la guerre)
- 1992: Verbrannte Erde (Terre brûlée)
- 1996: La Tournee – Bühne frei für drei Halunken (Les Grands ducs)
- 1996: Ridicule – Von der Lächerlichkeit des Scheins (Ridicule)
- 2000: Zwei Frauen in Paris (Deux femmes à Paris) (Fernsehfilm)
- 2003: Liebeslocken (Haute coiffure)
- 2004: Before Sunset
- 2006: Mein bester Freund (Mon meilleur ami)
- 2007: 2 Tage Paris (2 Days in Paris)